# Passiflora multiformis
Passiflora multiformis är en passionsblomsväxtart som beskrevs av Nikolaus Joseph von Jacquin. Passiflora multiformis ingår i släktet passionsblommor, och familjen passionsblomsväxter. Inga underarter finns listade i Catalogue of Life.